# 月河 (淮河)
月河是中国淮河干流上游左岸的一条支流，发源于河南省桐柏县北部朱庄乡围山村与泌阳县境分水岭海拔418米的无名山顶，自北向南流经桐柏县的朱庄乡、吴城镇，最后在月河镇唐城村入淮河。全长49公里，流域面积306平方公里。途纳桐家河、桃花河。月河河流两岸植被保护完整，两岸附近多是农田，主要农作物为水稻和小麦。工厂有少量分布，但距离河流较远，河里有多种鱼虾类生存。
其左岸支流桃花河上建有一座中型水库赵庄水库。